# Parabathylaimus ponticus
Parabathylaimus ponticus is een rondwormensoort uit de familie van de Tripyloididae.